# Friedrich Adolph Haage

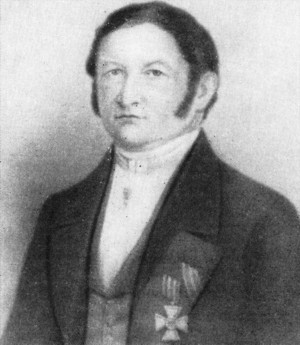
Friedrich Adolph Haage

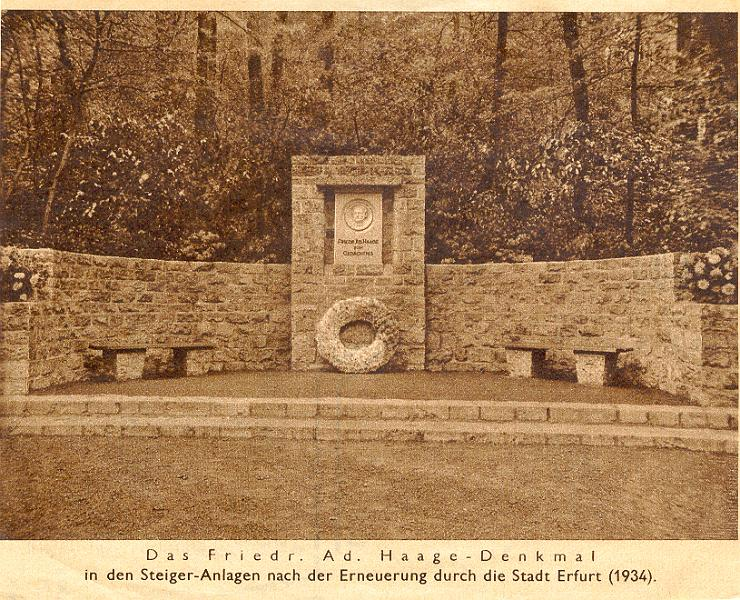
Das Friedrich Adolph Haage Denkmal im Steiger, Erfurt 1934

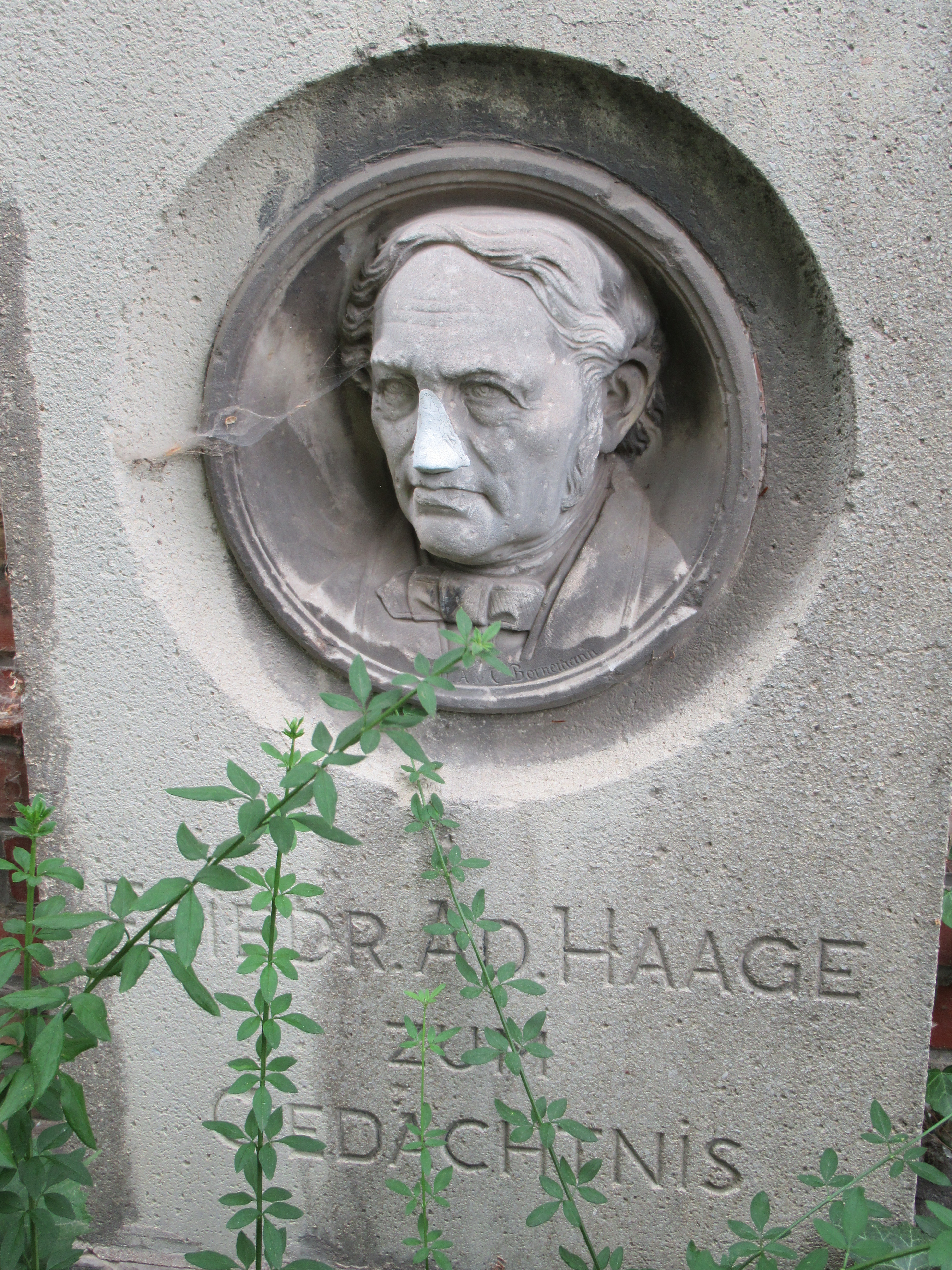
Haage: erhaltenes Porträt vom früheren Denkmal (1934)

Friedrich Adolph Martin Haage (* 24. März 1796 in Erfurt; † 20. September 1866 in Erfurt) war ein deutscher Gärtner und Botaniker. Sein offizielles botanisches Autorenkürzel lautet „Haage“.

## Leben und Wirken
Friedrich Adolph Haage war Sohn von Johann Nikolaus Haage und Catharina Barbara Nehrlich. Seine Ausbildung zum Gärtner erhielt er durch Johann Heinrich Seidel (1744–1815), Hofgärtner von König Friedrich August II. von Sachsen. Von den Wanderjahren nach seiner Lehre zurückgekehrt, erwarb er in Erfurt ein kleines Grundstück. Hier gründete er 1822 eine Handels- und Samengärtnerei unter dem Namen Friedrich Adolph Haage jun. Das erste Samenverzeichnis seiner Gärtnerei erschien 1824. Es ist verschollen.
Haage entwickelte nicht nur ein Gespür für erfolgversprechende Pflanzeneinführungen, sondern nutzte auch die technischen Möglichkeiten seiner Zeit. Er zählt zu den ersten deutschen Handelsgärtnern, die sich der Zeitungsanzeige als Werbemedium bedienten. Eine besondere Leidenschaft entwickelte er für Kakteen, sammelte und vermehrte diese und besaß bald eine der größten Kakteensammlungen seiner Zeit. Daraus entwickelte sich eine Spezialisierung seiner Gärtnerei, die als Kakteen-Haage bis heute besteht.
Haage war Mitbegründer des Erfurter Gartenbauvereins und wurde später dessen Ehrendirektor. Verdient machte er sich um den Erfurter Steigerwald. Gemeinsam mit August von Hedemann ließ er Wege anlegen, um ihn für die Erfurter Bürger zu erschließen. Der „Erfurter Verschönerungsverein“ errichtete ihm dort nach seinem Tod ein Denkmal. Im Jahre 1934 erfolgte ein repräsentativer Neubau dieses Denkmals im Steigerwald. Zu einem nicht mehr bekannten Zeitpunkt nach dem Krieg wurde es abgerissen. Das gerettete Medaillon mit dem Porträt des Geehrten befindet sich heute an der Hauswand der Firma Haage in Erfurt.
Die Sammlung von Haage wurde von Johann Wolfgang von Goethe, Franz Liszt und von Brüdern Alexander und Wilhelm von Humboldt aufgesucht. Der Gartenunternehmer Ernst Benary begann bei ihm 1835 seine Ausbildung und blieb bis 1842 Mitarbeiter in seinem Betrieb.

## Ehrungen
Friedrich Adolph Haage zu Ehren wurde die Haage-Zinnie (Zinnia haageana), der Kugelamaranth (Gomphrena haageana) und die Kakteenart Mammillaria haageana benannt.
Er war Träger des Preußischen Verdienstordens (Roter Adlerorden) erster Klasse.

## Weiterführende Literatur
- Ilsabe Schalldach: Die Familie Haage. 325 Jahre Gärtnereigeschichte. In: Martin Baumann, Steffen Raßloff (Hrsg.): Blumenstadt Erfurt. Waid – Gartenbau – iga/egapark (Schriften des Vereins für die Geschichte und Altertumskunde von Erfurt. Bd. 8). Sutton Verlag, Erfurt 2011, ISBN 978-3-86680-812-6, S. 74–107.
- Steffen Raßloff: Würzig oder stachlig. Mythos Blumenstadt (5): Das Gartenbauunternehmen Haage. In: Thüringer Allgemeine vom 21. April 2007.